# Leki melatonergiczne
Leki melatoninergiczne (melatonergiczne) – leki o działaniu chronobiotycznym, zbliżonym do endogennej melatoniny, wpływające na receptory melatoninergiczne MT1 lub MT2. Leki te regulują przebieg rytmu okołodobowego, podawane o odpowiedniej porze i we właściwej dawce synchronizują fazę snu z pożądanym rytmem człowieka (sen w nocy, czuwanie w dzień).
Do leków melatoninergicznych należą agonisty receptorów melatoniny, głównie MT1 i MT2:
- melatonina egzogenna – naturalny agonista wyżej wymienionych receptorów, podawana doustnie najczęściej w formie tabletek o niemodyfikowanym uwalnianiu lub o przedłużonym uwalnianiu
- ramelteon – związek o silniejszym powinowactwie do receptorów melatoninowych, zarejestrowany w USA i Japonii do leczenia zaburzeń rytmu okołodobowego
- tasimelteon – stosowany do leczenia zaburzeń rytmu okołodobowego u osób niewidomych
- agomelatyna – związek o powinowactwie do receptorów melatoninowych (agonista) oraz do receptorów serotoniny 5-HT2C (antagonista), stosowana w leczeniu zaburzeń rytmu okołodobowego w przebiegu depresji